# Papilio dardanus
Papilio dardanus là một loài bướm thuộc họ Bướm phượng (Papilionidae). 
Loài Papilio dardanus được mô tả năm 1776 bởi Brown. Loài bướm Papilio dardanus sinh sống ở .

## Hình ảnh

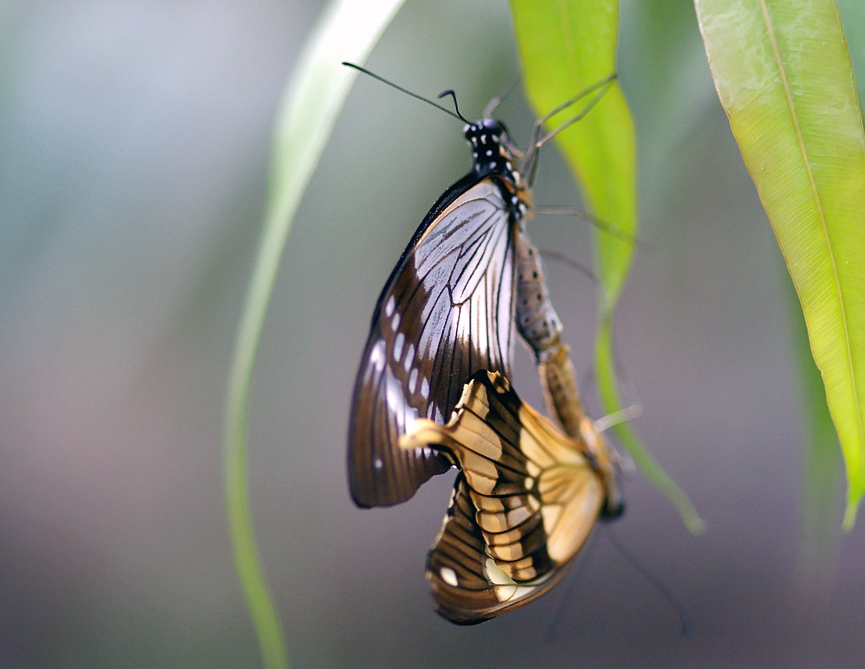
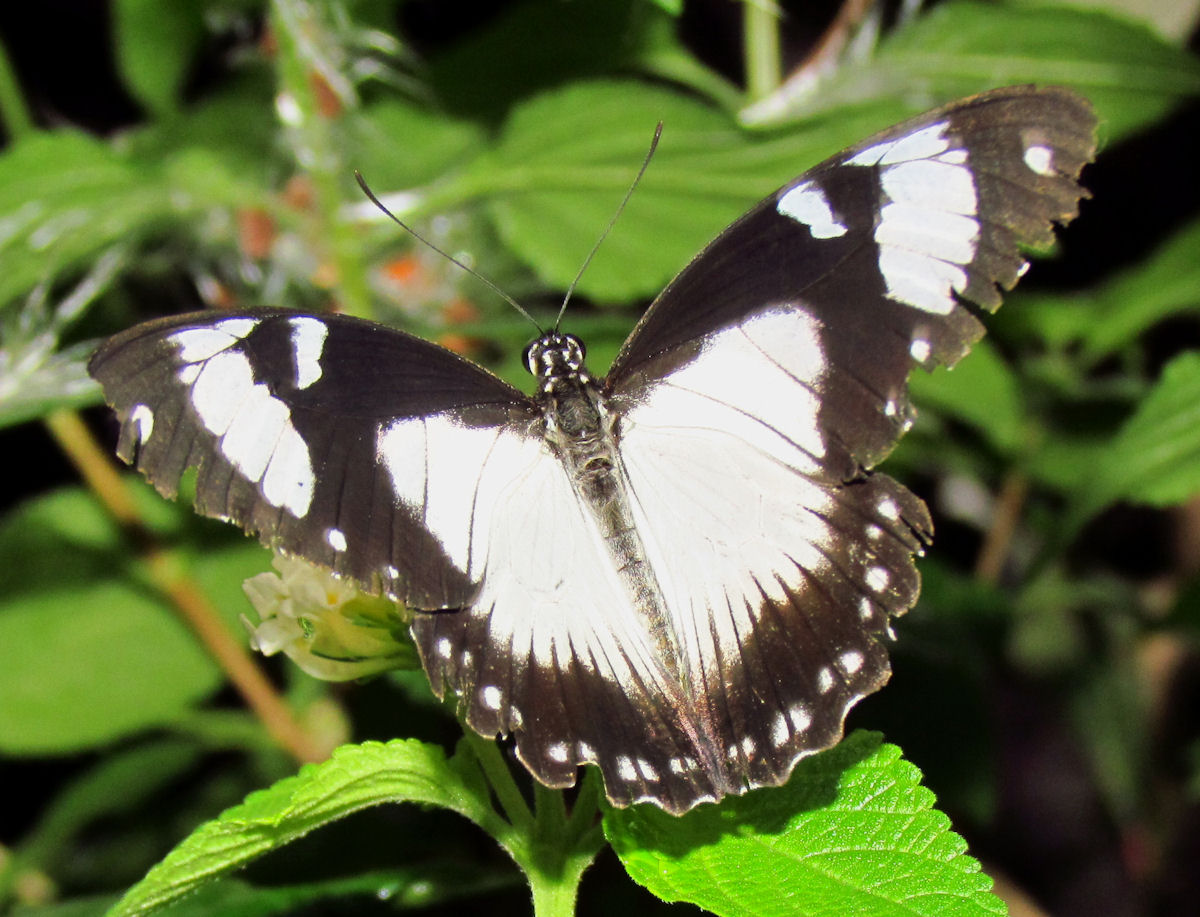
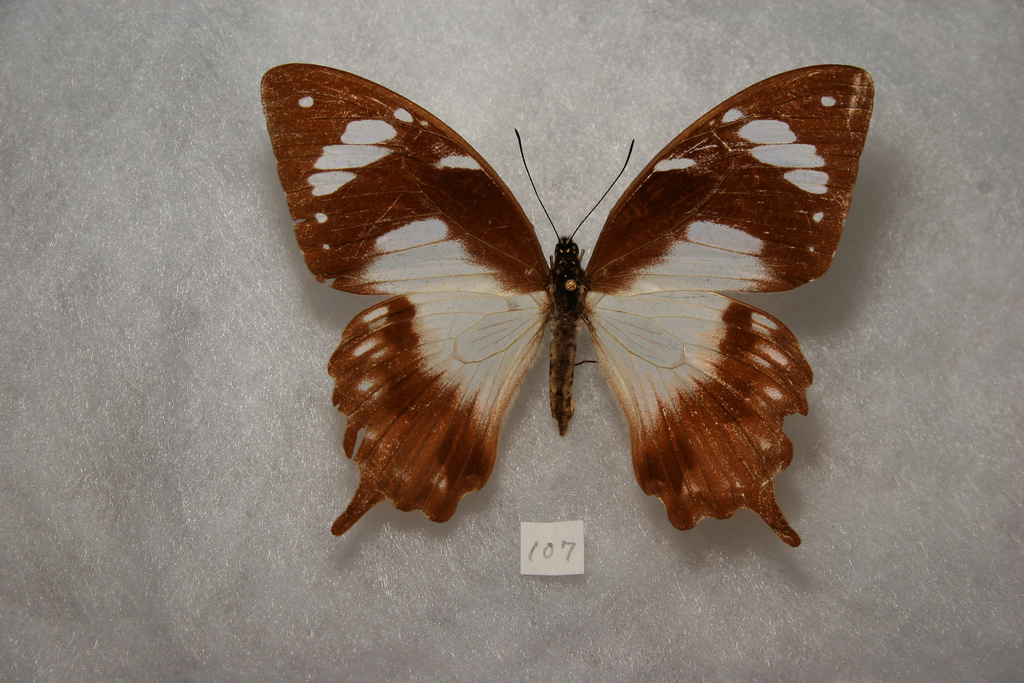
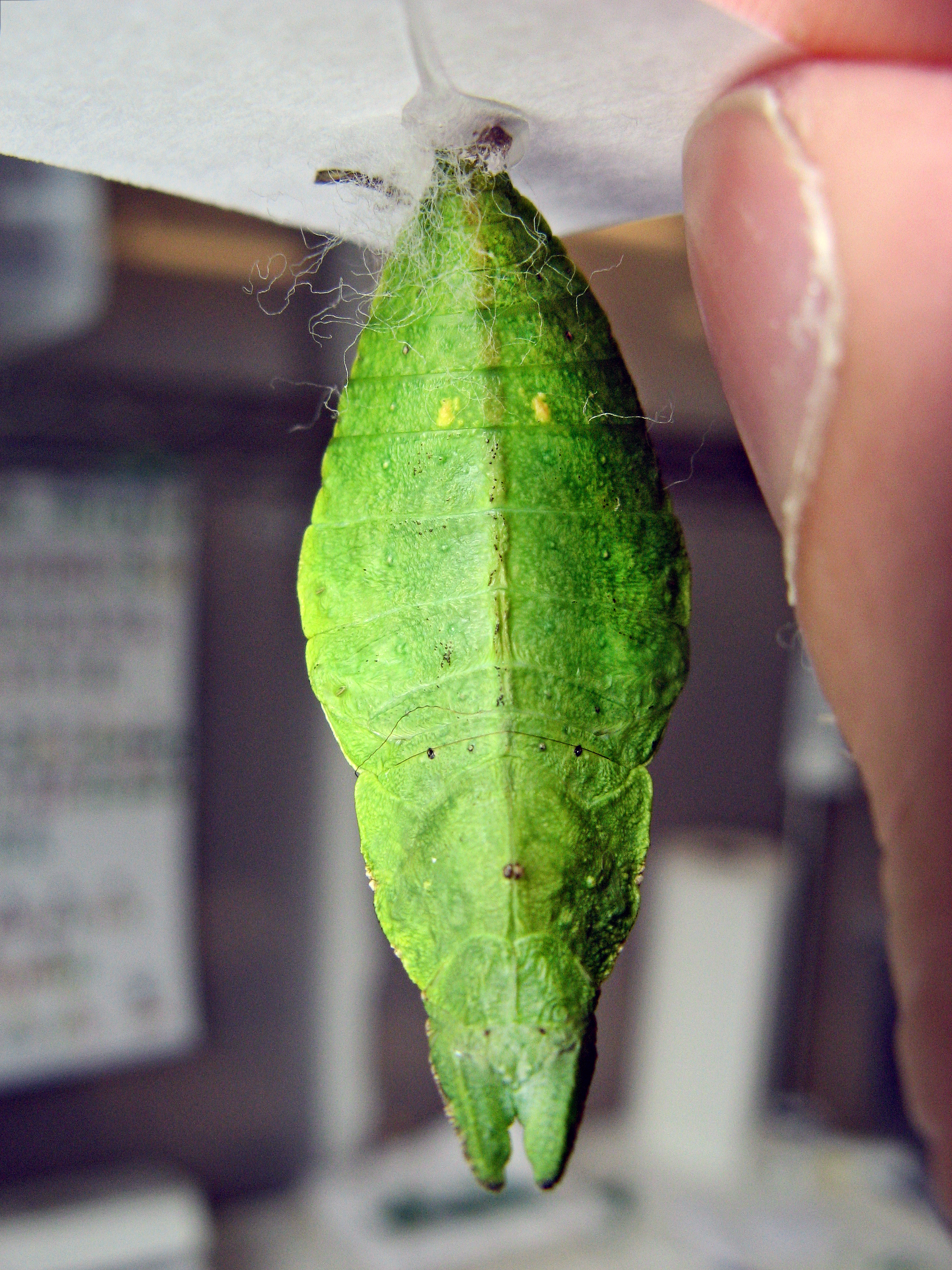
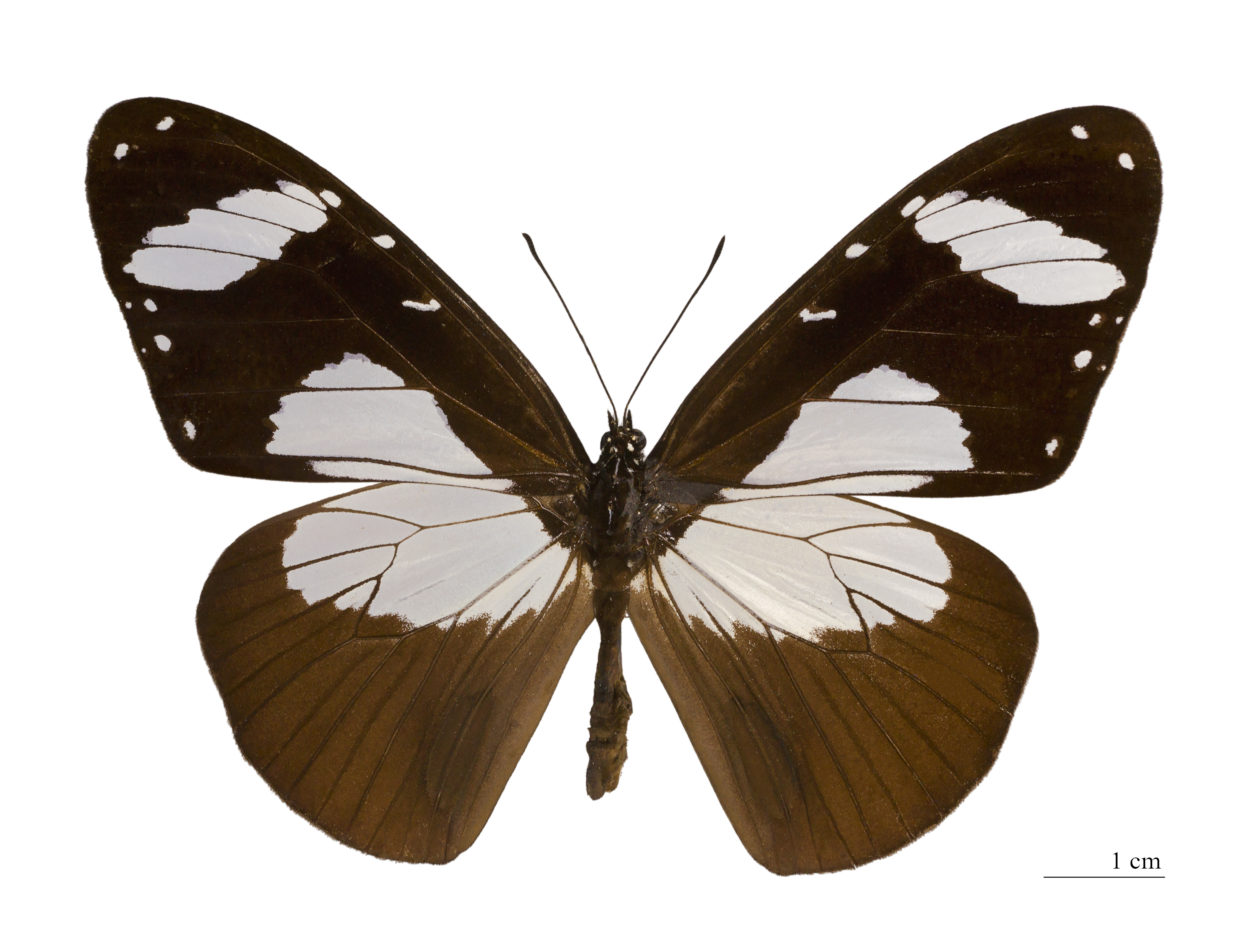
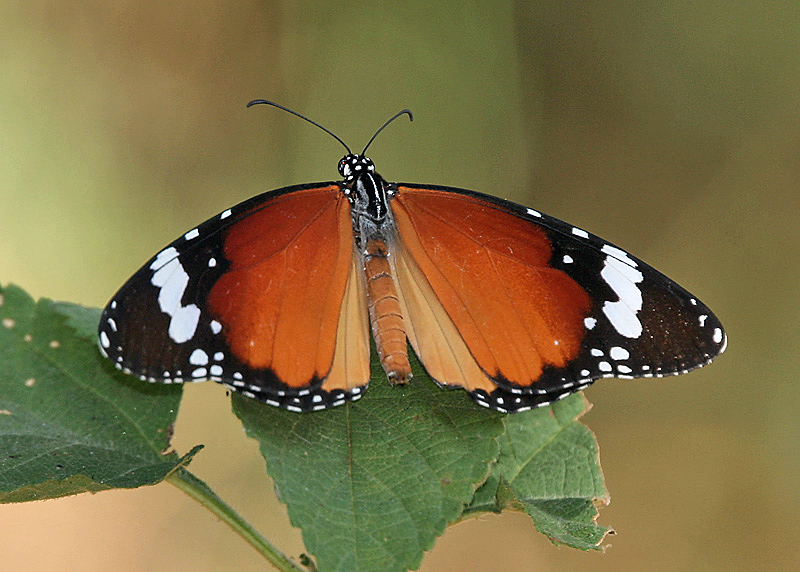